# Trichilia appendiculata
Trichilia appendiculata là một loài thực vật có hoa trong họ Meliaceae. Loài này được (Triana & Planch.) C. DC. miêu tả khoa học đầu tiên năm 1878.